# Boavista FC
Boavista Futebol Clube, cunoscut și ca Boavista Porto, este un club de fotbal din Porto, Portugalia, care evoluează în Associação de Futebol do Porto[*].

## Istoric
Boavista Futebol Clube a fost fondat la 1 august 1903 și este unul dintre cele mai importante cluburi din Portugalia. Stadionul Estádio do Bessa Século XXI a fost construit în 1973 și a găzduit trei meciuri în cadrul Euro 2004. Fotbalistul român Ion Timofte este considerat a fi cel mai bun fotbalist din istoria de peste 100 de ani a clubului din Porto.

## Evoluția echipamentului
|                   |
| Primul echipament |

|                                                     |
| Cel de al II-lea echipament purtat pe teren propriu |

|                                                      |
| Cel de al treilea echipament purtat pe teren propriu |

|                                                     |
| Cel de al IV-lea echipament purtat pe teren propriu |

|              |
| 1933–Prezent |

## Jucători notabili
- Alfredo
- Carlos Manuel
- Zoran Filipović
- Diamantino
- João Vieira Pinto
- Frederico
- Litos
- Almami Moreira
- Nelo
- António Nogueira
- Nuno Frechaut
- Nuno Gomes
- Pedro Emanuel
- Ricardo
- Cadú
- Petit
- José Bosingwa
- Carlos
- Raul Meireles
- Zé Kalanga
- Mateus
- Fernando Ávalos
- Roland Linz
- Erwin Sánchez
- William
- Roudolphe Douala
- Phil Walker
- Kwame Ayew
- Peter Jehle
- Mourtala Diakité
- Ali El-Omari
- Jimmy Floyd Hasselbaink
- Ricky
- Przemysław Kaźmierczak
- Rafał Grzelak
- Ion Timofte
- Fary Faye
- Tomáš Oravec
- Leonson Lewis
- Russell Latapy
- Serhiy Atelkin
- Khalifa Cisse